# 増毛町消防本部
増毛町消防本部（ましけちょうしょうぼうほんぶ）は、消防組織法の規定により設けられた北海道留萌地方南部の増毛町の消防機関（消防本部）である。
単独の消防組織としては全国で2番目に小さい規模で、2028年度（令和10年度）に留萌消防組合に加入する動きがある。

## 概要

### 管内の概要
2025年（令和7年）4月末現在
- 管内人口 : 3,588人
- 管内世帯数 : 1,952世帯
- 管内面積 : 369.72 km2

### 装備
消防本部
- 消防ポンプ自動車 : 2
- 救急自動車 : 2

増毛町消防団
- 消防ポンプ自動車 : 1

その他
- 消火栓（公設）: 51
- 防火水槽 : 47
- 無線基地局 : 32

## 沿革
- 1948年（昭和23年）10月1日 - 増毛町消防本部を設置。
- 1994年（平成6年） - 増毛消防創設120周年式典を挙行。

## 組織
- 消防本部
- 消防長
  - 総務課
  - 予防課
  - 警防課
  - 消防署
  - 署長 - 副署長
  - Ａ隊、Ｂ隊

## 増毛町消防団
増毛町消防本部総務課が所管している。
また、団員数は2018年（平成30年）4月1日現在、96人（定員110人）となっている。

## その他
- 2025年（令和7年）1月30日 - 隣接する留萌消防組合への2028年度（令和10年度）の加入を模索している新聞報道があった。増毛町長が2024年（令和6年）夏頃から同消防組合の構成自治体である留萌市長および小平町長との間で調整を図り、加入の方針を確認した。増毛町は老朽化した現庁舎を移転新築して、新庁舎の完成目標の2028年度（令和10年度）にも加入したい意向である[2]。
- 2025年（令和7年）5月27日 - 留萌消防組合に増毛町が加わる消防広域化に向けた推進会議が、留萌消防組合本部で開催された。会議では新たに「留萌消防組合・増毛町消防広域化協議会」（関係副市町長および両消防長で構成する任意組織）を立ち上げた。協議会設置後の第1回会議では広域化方式は一部事務組合として、留萌消防組合に増毛町消防本部が加入後に増毛消防署とする、2028年度（令和10年度）中の広域化実現に向けて話し合いを進めていくことを決めた[3]。